# ハヤルンダモン探偵団
『ハヤルンダモン探偵団』（ハヤルンダモンたんていだん）は、2010年7月3日から2011年3月26日までテレビ愛知で放送された広報番組。全36回。

## 概要
大須の某所にあるという秘密の探偵事務所「ハヤルンダモン探偵団」。ここの所員に扮した出演者たちが、東海3県の企業各社の製品や施設各所のサービスを「調査」と称して紹介していた番組である。この番組以前に同枠で放送されていた『ハヤルンダモン宮殿』の後継番組で、前番組から引き続き相澤伸郎が進行役を務めていた。また、名越涼子と早川えみも引き続き出演していた。前番組と同様にコント仕立てで制作されていたが、舞台設定が変わったことからミステリードラマやスパイアクション映画などを意識した演出が入るようになった。
番組は主に、相澤と名越が探偵事務所をイメージした舞台でそれぞれの役を演じるパートと、出演者のいずれかが対象商品の販売元などを訪れる取材VTRのパートによって構成されていた。また、番組の中盤では当日公開予定の最新映画を紹介するコーナーを、番組のラストでは視聴者プレゼントコーナーと相澤恒例の漫談調のフリートークコーナーを放送していた。さらに、2011年1月以降はテレビ愛知製作アニメ『カードファイト!! ヴァンガード』のダイジェストVTRも放送するようになった。

## 放送時間
いずれも日本標準時。
- 土曜 9:30 - 9:50 （2010年7月）
- 土曜 9:30 - 10:00 （2010年8月 - 2011年3月） - 9時50分から放送されていた名越出演のミニ番組『おでカフェ』が終了したのに伴い、放送枠が30分に拡大。

## 出演者
所長
演 - 相澤伸郎（テレビ愛知アナウンサー）
ハヤルンダモン探偵団を立ち上げた人物で、番組の進行役を務めていた。クライアントからの調査依頼に応えるため、毎回部下の探偵たちを現場へ派遣していた。また、怪人10面相から突きつけられた謎を解き明かす際にも探偵たちを派遣していた。毎回事務所のパソコンを怪人10面相に不正アクセスされていたが、その後も特に対策を施している様子は無かった。最終回では自身愛用の机の上に書き置きを残してひとり去っていったふりをし、秘書の名越がどのような反応を見せるのか事務所の陰からこっそり観察していたが、名越本人には全く気にも留められなかった。
秘書
演 - 名越涼子（当時テレビ愛知アナウンサー）
相澤に雇われた女性秘書で、事務所内の庶務および相澤の暇つぶしの相手役を任されていた。2010年7月17日放送分から出演。スーツを着て眼鏡を掛けているので有能そうに見えるが、かつて存在していた番組公式サイトの出演者プロフィールによれば本当はドジでおっちょこちょいとのことである。また、時々相澤に内緒で対象商品の調査をしに出掛けたり、独断でワット伯爵を雇ったりしては相澤に咎められていたが、そのたびに口車を使って事を有耶無耶にしていた。最終回では事務所へ戻ってきた際に相澤の書き置きを見つけるものの、彼の行方を気にすることなくそのまま帰宅していった。
探偵
演 - 三輪泉月、濱口璃子、稲垣歩、原ゆう、早川えみ、小室直子
いずれもハヤルンダモン探偵団に所属する探偵で、番組の序盤と中盤で放送される取材VTRのリポーターを務めていた。全員が揃って対象商品の調査をしに出掛けるのではなく、その回で相澤に指名された者のみが赴いていた。当初のメンバーは5人だったが、2010年10月16日放送分からは小室が加わって6人になった。さらに、2011年1月22日放送分からは後述のワット伯爵が加わって7人になった。このうち、原以外のメンバーは後継番組の『ワットくん!』にも引き続き出演した。
ワット伯爵
声 - 伊沢勉
前番組『ハヤルンダモン宮殿』でリポーターを務めていた老紳士の姿をした銅像。2011年1月22日放送分から出演。折の不景気で仕事を失ってしまい、名越に懇願してハヤルンダモン探偵団7人目の探偵にしてもらっていた。名越が所長の相澤の許可も得ずに雇ったので、彼の出番が回ってきた当該回になって初めて相澤はその存在を知らされた。この番組においても最終回では特にこれといったシナリオは用意されず、いつも通りに取材VTRのロケを進めていた。そして、後継番組の『ワットくん!』ではついに主役の座を射止め、新キャラクターのワットくんとともに番組の進行役兼リポーターを務めた。
怪人10面相
声 - 非公表
毎回事務所のパソコンに不正アクセスしては相澤たちの前に姿を現していた謎の人物。当初は接続されたディスプレイを介して相澤に様々な謎を突きつけていたが、途中から映画情報コーナーの解説者と化し、番組の放送当日から公開の最新映画を「10面相おすすめの映画」と称して紹介するようになった。そのシルエットと声は前述のワット伯爵そのものであるが、顔だけは常に見えない状態で登場していた。そのため、伯爵と同一人物なのかどうかは長らく不明とされていたが、最終回で名越が10面相本人に直接尋ねたことであっさりと解明した。なお、この時に相澤が10面相の正体について推理していた内容は外れていた。

## スタッフ
- ナレーター - 改野由佳（当時テレビ愛知アナウンサー）
- 制作著作 - テレビ愛知
- 制作協力 - アイプロ

## 備考
この番組の収録に使われていた探偵事務所風のスタジオセットは、後に名越が出演した深夜番組『声優バラエティー SAY!YOU!SAY!ME!』の収録にも使われた。